# Monteleone di Puglia
Monteleone di Puglia (Mundëljónë nel dialetto dauno-irpino) è un comune italiano di 936 abitanti della provincia di Foggia in Puglia.

## Geografia fisica

### Territorio
Situato sui monti della Daunia in posizione dominante rispetto all'alta valle del Cervaro, con i suoi 842 m s.l.m. è il comune della regione Puglia più elevato in altitudine. Nel suo tenimento sorgono il fiume Cervaro (lungo oltre 100 km) e i torrenti Lavella e Avella (affluenti dello stesso Cervaro), mentre il margine sud-orientale è segnato dal torrente Frugno. Il confine sud-occidentale è costituito invece dall'antico tratturo Pescasseroli-Candela, pressoché parallelo al tratto iniziale del Cervaro. A nord del centro abitato vi è un'area destinata a ospitare gli insediamenti produttivi, oltre la quale si estende un vasto altipiano che si dilunga verso la zona della Ferrara (Savignano Irpino).
Il territorio comunale è ricco di boschi naturali; notevole per la sua ampiezza e per la sua rilevanza storica è il bosco Selvamala, situato lungo il moderno confine regionale. Citato fin dal 1269 in un diploma di re Carlo I d'Angiò quale dipendenza della contea di Ariano (di cui anche la terra di Monteleone faceva parte), il bosco fu poi oggetto di lunghe controversie legali tra le universitates di Monteleone e Ariano finché nel 1875 ne fu riconosciuto ufficialmente il possesso esclusivo al comune di Monteleone.

### Clima
(T. Vitale, Storia della Regia Città di Ariano e sua Diocesi, anno 1794, p. 332)
La stazione meteorologica di Ariano Irpino, situata quasi alla stessa altitudine e latitudine, costituisce il riferimento per Monteleone di Puglia.

## Origini del nome
Le origini del toponimo Monteleone sono alquanto incerte, pur ricollegandosi apparentemente a numerosi altri omonimi che deriverebbero, secondo certe fonti, dall'unione del nome comune "monte" con il nome personale Leone. Un'iscrizione tuttora esistente in paese recita Universitas Montisleonis fieri fecit a.D. 1588, attestandone così l'elevazione a universitas (comune autonomo) nel corso del XVI secolo; in precedenza Monteleone era sempre citato come "membro, parrocchia, e casale" di Ariano.
In origine l'epiteto di Puglia non costituiva parte integrante del toponimo, ma risultava comunque di uso comune al fine di evitare confusioni con la più rilevante Monteleone di Calabria (l'attuale Vibo Valentia), oltreché con altre località omonime. Il termine Puglia non era però riferito alla regione in senso moderno, ma piuttosto al ducato di Puglia e Calabria cui la contea di Ariano (della quale Monteleone è stata a lungo parte integrante) era feudalmente soggetta fin dai tempi della conquista normanna. Infatti diversi altri comuni limitrofi erano detti di Puglia: non soltanto Sant'Agata, ma anche Savignano (fino al 1962) e la stessa Ariano (fino al 1930); viceversa, il vicino comune di Anzano acquisì tale epiteto soltanto a decorrere dal 1931.

## Storia
È possibile che il bosco di Selvamala, situato nell'alta valle del Cervaro, corrispondesse all'antica località Silva Marca ove nel 1142 si tenne la seconda seduta delle assise di Ariano, convocate e presiedute da re Ruggero II in persona; tuttavia l'effettiva localizzazione di Silva Marca rimane incerta, così come è ignota la stessa epoca della fondazione di Monteleone. Il borgo antico era comunque cinto da mura: vi si accedeva tramite due porte.
Nel corso dei secoli Monteleone, unitamente ad altre terre vicine, fu al centro di importanti conflitti religiosi e divenne luogo di ospitalità per tanti perseguitati (soprattutto Valdesi) in fuga a causa della propria fede.
Per lunghi periodi Monteleone non dispose di un proprio territorio, in quanto fu parte integrante della città di Ariano. Per gran parte del Quattrocento continuò a dipendere dalla contea di Ariano, per essere poi temporaneamente separata e quindi nuovamente reintegrata (nel frattempo la contea era stata elevata a ducato); nel 1585 Ariano divenne città règia, ma tre anni più tardi la sola Monteleone fu ancora una volta infeudata.
I monteleonesi, in conseguenza delle frequenti vessazioni baronali, chiesero poi di essere nuovamente inglobati nella città di Ariano. Proprio in quegli anni fu infatti costruita la dimora baronale grazie alle tasse pagate dagli abitanti.
Nel Seicento Monteleone è amministrato dai Platti che mantengono la signoria per quasi un secolo. È questo un periodo di ripresa per il paese: viene costruita la chiesa madre, il fisco resta su livelli accettabili e l'agricoltura prende slancio.
Nel quadriennio 1743-46 Monteleone fu soggetta alla competenza territoriale del regio consolato di commercio di Ariano, nell'ambito della provincia di Principato Ulteriore. Con le leggi napoleoniche (allorquando il comune fu temporaneamente aggregato alla Capitanata) il feudo è diviso tra le università dei beni e i bracciali.

### Età contemporanea
Con l'unificazione d'Italia, il comune è parte del mandamento di Accadia nell'ambito del circondario di Ariano, all'interno della provincia di Avellino. Per oltre 25 anni è sindaco Luciano Trombetti. Egli tesse diplomatici rapporti con i briganti, specialmente con il brigante monteleonese Rocco Lamanna. Ristabilisce i rapporti con il clero, fa restaurare la chiesa madre, quotizza i terreni demaniali. In quegli anni vengono aperti il servizio postale, la ricevitoria con telegrafo, viene eretto il campanile della chiesa madre e iniziano i lavori di trasformazione del municipio.
Con la comparsa sulla scena politica del dottor Squillante, il volto del paese cambia. Nei suoi circa trent'anni di governo migliorano le strade, vengono realizzate nuove fognature, viene implementata la villa comunale.
Il 24 gennaio 1929, con un regio decreto legge emanato da re Vittorio Emanuele III, Monteleone di Puglia (unitamente al vicino comune di Anzano degli Irpini) viene distaccato dalla provincia di Avellino e aggregato alla provincia di Foggia; gli antichi legami amministrativi con l'Irpinia vengono così definitivamente tagliati.
Nel corso della seconda guerra mondiale a Monteleone si registrò uno dei primi episodi di aperto antifascismo in Italia: il 23 agosto 1942 la popolazione locale insorse per protestare contro le nuove normative che limitavano drasticamente le quote di frumento destinabili alla molitura; gli edifici pubblici furono assaliti e dati alle fiamme e la notizia fu riportata con grande risalto da radio Londra. La successiva rappresaglia delle forze dell'ordine si concluse con 92 arresti al termine di un capillare rastrellamento casa per casa.

## Società

### Evoluzione demografica
Abitanti censiti

### Lingue e dialetti
Accanto alla lingua italiana, nell'ambito del territorio comunale si parla il dialetto dauno-irpino.

### Religione
A partire dal 1978 il territorio di Monteleone appartiene all'arcidiocesi di Foggia-Bovino.. In precedenza aveva sempre fatto parte della diocesi di Ariano.

## Infrastrutture e trasporti

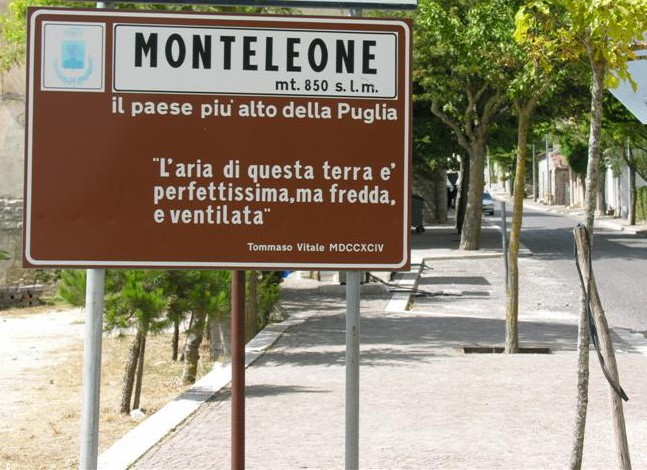
La principale strada di accesso al centro abitato

Monteleone di Puglia è attraversata dall'ex strada statale 91 bis Irpina.
Nei giorni lavorativi il consorzio COTRAP assicura il servizio di trasporto pubblico per mezzo di autolinee dirette verso il capoluogo provinciale, nonché verso Ariano Irpino.

## Amministrazioni
| Periodo           | Periodo           | Primo cittadino    | Partito                                 | Carica      | Note   |
| ----------------- | ----------------- | ------------------ | --------------------------------------- | ----------- | ------ |
| 27 giugno 1985    | 20 giugno 1990    | Leonardo Lalla     | Democrazia Cristiana                    | Sindaco     | [ 21 ] |
| 20 giugno 1990    | 24 aprile 1995    | Carmelo Morra      | Partito Socialista Democratico Italiano | Sindaco     | [ 21 ] |
| 24 aprile 1995    | 11 luglio 1995    | Carmelo Morra      | lista civica                            | Sindaco     | [ 21 ] |
| 20 novembre 1995  | 5 giugno 1999     | Stefano Cornacchia | lista civica                            | Sindaco     | [ 21 ] |
| 17 aprile 2000    | 5 aprile 2005     | Giovanni Campese   | centro                                  | Sindaco     | [ 21 ] |
| 5 aprile 2005     | 9 marzo 2010      | Giovanni Campese   | centro-destra                           | Sindaco     | [ 21 ] |
| 9 marzo 2010      | 30 marzo 2010     | Sergio Mazzia      |                                         | Comm. pref. | [ 21 ] |
| 30 marzo 2010     | 1º giugno 2015    | Carmelo Morra      | lista civica                            | Sindaco     | [ 21 ] |
| 15 giugno 2015    | 22 settembre 2020 | Giovanni Campese   | lista civica La primavera               | Sindaco     | [ 21 ] |
| 22 settembre 2020 | in carica         | Giovanni Campese   | lista civica La primavera               | Sindaco     | [ 21 ] |

Il comune è entrato a far parte della provincia di Foggia solo nel 1929, mentre in precedenza apparteneva al circondario di Ariano di Puglia nell'ambito della provincia di Avellino.
Monteleone di Puglia fa parte della comunità montana dei Monti Dauni Meridionali.